# Xã Dassel, Quận Meeker, Minnesota
Xã Dassel (tiếng Anh: Dassel Township) là một xã thuộc quận Meeker, tiểu bang Minnesota, Hoa Kỳ. Năm 2010, dân số của xã này là 1.526 người.